# Binnie Barnes
Binnie Barnes, född Gertrude Maud Barnes den 25 mars 1903 i Finsbury i Islington, London, död 27 juli 1998 i Beverly Hills, Los Angeles, Kalifornien, var en brittisk-amerikansk skådespelare. Hon medverkade i nära 80 filmer under åren 1923–1973.
Hon har en stjärna på Hollywood Walk of Fame vid adressen 1501 Vine Street.

## Filmografi, urval
- 1933 – Kvinnorna kring kungen
- 1935 – Diamantkungen
- 1935 – Spionhotellet
- 1936 – Flickorna gör slag i saken
- 1936 – Den siste mohikanen
- 1936 – Storstaden lockar
- 1937 – Broadways Melodi 1938
- 1938 – En friare i societén
- 1938 – Kvinnans problem
- 1938 – Lady X' skilsmässa
- 1939 – Det evigt manliga
- 1940 – Den så kallade kärleken
- 1940 – Tills vi mötas igen...
- 1942 – Hon var en ängel
- 1944 – Svartsjuka fruar
- 1946 – Förlåt att jag spökar
- 1966 – The Trouble with Angels
- 1973 – 40 karat